# Karl Friedrich Wilhelm Koch
Karl Friedrich Wilhelm Koch (* 21. November 1830 in Anklam; † 7. Juni 1889 in Hamburg) war ein Hamburger Lehrer und Mitglied des Reichstages.
Koch besuchte die Schule in Anklam und studierte danach in London. Er etablierte sich in Hamburg als Privatlehrer  und wurde Vorsteher des englischen Instituts in Hamburg. Er war außerdem Generalbevollmächtigter der Stuttgarter Lebensversicherungs-Gesellschaft.
Koch wurde als Kandidat der Deutschen Fortschrittspartei in der Reichstagswahl 1881 für den Wahlkreis Preußen, Provinz Schleswig-Holstein Wahlkreis 3 (Schleswig – Eckernförde) gewählt. Er gehörte dem Reichstag bis 1884 an.